# Saint-Blaise-la-Roche
Saint-Blaise-la-Roche es una localidad y comuna francesa, situada en el departamento de Bajo Rin en la región de Alsacia.